# ウィリアムズ・アンド・ノーゲート
ウィリアムズ・アンド・ノーゲート（Williams and Norgate）は、ロンドンとエディンバラの出版社・書籍輸入業者。イギリスと英国外の学術文献や科学書を専門的に扱っていた。
ウィリアムズ・アンド・ノーゲートは、1842年の冬にエドモンド・シドニー・ウィリアムズ（1817年 - 1891年）と、フレデリック・ノーゲート（1817年 - 1908年）によって設立された。

## 書籍シリーズ
- Crown Theological Library[3]
- Home University Library of Modern Knowledge[4]